# Andrea Opel
Andrea Opel (* 1979 in Gempen) ist eine Schweizer Juristin.
Sie erwarb 2005 das Lizentiat der Rechtswissenschaft an der Universität Basel, 2008 die Promotion und 2014 die Habilitation. Seit 2016 ist sie Ordinaria für Steuerrecht an der Universität Luzern und seit 2023 Lehrbeauftragte an der Universität Liechtenstein. Sie ist zudem Präsidentin der Trägerorganisation für die höheren Fachprüfungen für Steuerexperten sowie Chefredaktorin der Fachzeitschrift Steuerrevue.
Ihre Forschungsschwerpunkte sind nationales und internationales Steuerrecht, Nachfolge- und Nachlassplanung und Besteuerung von Non-Profit-Organisationen.